# Революция 1905—1907 годов в Польше
Революция 1905—1907 годов в Польше (пол. Rewolucja 1905 roku w Królestwie Polskim) — совокупность событий, произошедших на территории Царства Польского в рамках антиправительственных выступлений и вооружённых столкновений с правительственными войсками в 1905—1907 годах. Экономические требования революции в целом соответствовали общероссийским: на повестке дня стояло решение аграрного вопроса, повышения материального положения пролетариев и предоставления им политических прав и свобод. Однако наряду с ними особую актуальность приобрёл и национальный вопрос, проблема которого заключалась в русификации Польши, гонениях на польскую культуру и язык, форсированном внедрении русского языка в качестве обязательного для изучения в школе и населением и др.

## Предпосылки

### Нарастание кризиса
Тяжким бременем на не успевшую оправиться от кризиса 1900—1903 годов экономику Царство Польского легла начавшаяся 27 января (9 февраля) 1904 года русско-японская война. Наибольший урон был нанесён занятым в сфере массового производства предприятиям текстильной, хлопчатобумажной, конфекционной и галантерейной отраслей промышленности, расположенным в Варшаве. В 1904 году общий объём производства составил 65 % от прошлого года, в хлопчатобумажной и каменноугольной промышленностях 65—70 % и 70 % соответственно. В результате сокращения темпов производства, прекращения функционирования предприятий численность безработных составила к концу 1904 года 100 тыс. человек, или 20 % пролетариев.
Призыв в российскую армию и продолжающаяся политика русификации еще больше озлобили польское население. Новости о начале русской революции 1905 года быстро распространились из Санкт-Петербурга через Российскую империю и в контролируемую Россией Польшу.
Между тем две фракции среди политических лидеров Польши столкнулись. Крыло Польской социалистической партии (Polska Partia Socjalistyczna, PPS), которая была верна Юзефу Пилсудскому, считала, что поляки должны проявить свою решимость и обрести независимость посредством активных, жестоких протестов против власти русских. Это мнение не разделяла Национально-демократическая партия Романа Дмовского. Национальные демократы полагали, что поляки должны работать вместе с российскими властями и увеличивать свое представительство в Государственной Думе.

## Начало революции

### Всеобщая забастовка зимой 1905 года. Забастовки в учебных заведениях

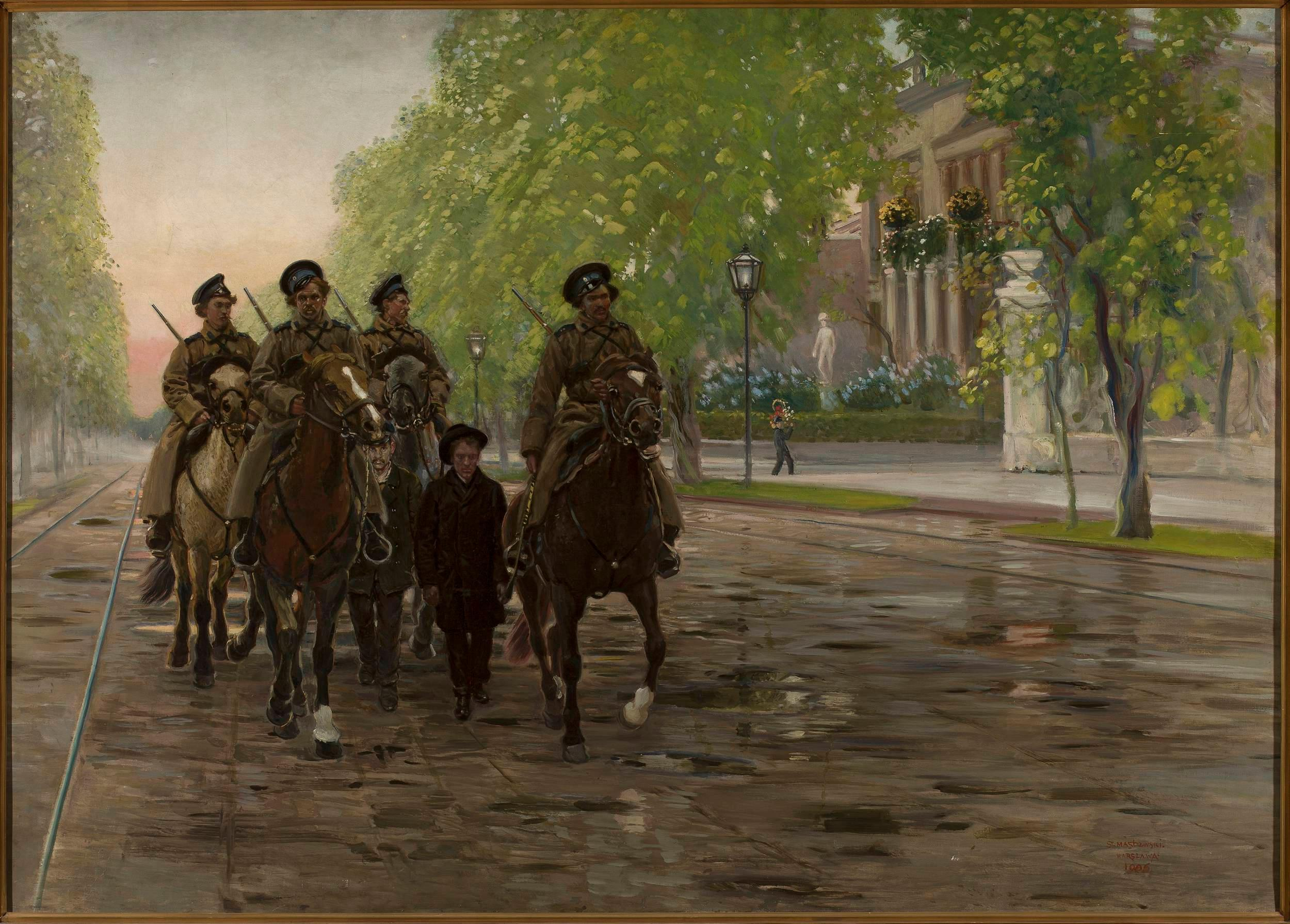
Картина. Казаки конвоируют малолетнего бунтовщика

28 января ППС и Социал-демократическая партия Королевства Польского и Литвы призвали к всеобщей забастовке; более 400 000 рабочих стали участвовать в забастовках по всей Польше, которые продолжалась четыре недели. Это было только прелюдией к еще большему числу стачек, которые потрясли Польшу в следующем году. В 1905—1906 годах произошло около 7000 забастовок и других остановок работы, в которых приняли участие 1,3 миллиона поляков. Протестующие требовали как улучшения условий для рабочих, так и политической свободы поляков. К февралю студенты польских университетов присоединились к демонстрациям, протестуя против русификации и требуя права учиться на польском языке. К ним присоединились старшеклассники и даже некоторые из начальных школ. Хотя российское правительство шло на некоторые уступки польскому националистическому движению (сняв некоторые ограничения на использование польского языка в классных комнатах), многие, особенно рабочие, по-прежнему оставались не удовлетворены. В некоторых местах Польши школьные забастовки продолжались почти три года. Главные демонстрации произошли 1 мая (День труда), и около 30 человек были расстреляны во время демонстрации в Варшаве.

### Рост рабочего движения в Польше. Лодзинское вооружённое восстание

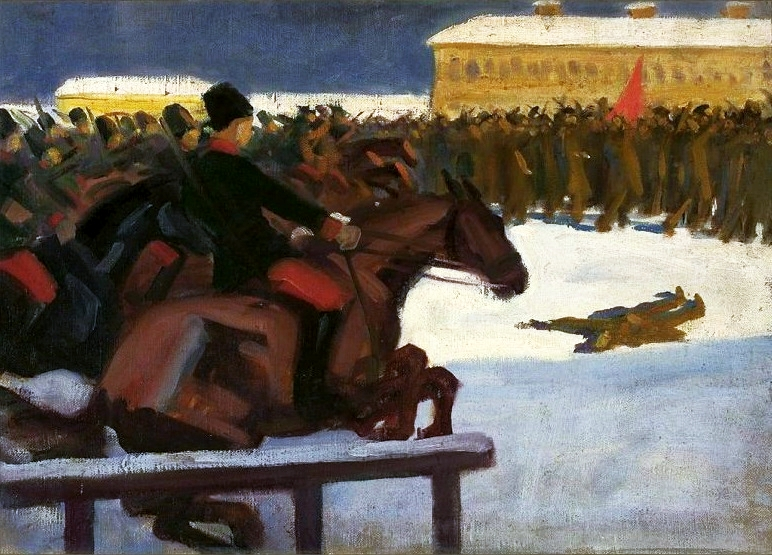
Картина. Уличная демонстрация 1905 года

Крупнейшим эпизодом революции в Царстве Польском стало Лодзинское восстание. Начало забастовке положило тяжёлое экономическое положение в стране после войны с Японией. Забастовка началась, по разным данным, 21 или 22 июня 1905 года, когда рабочие стали возводить баррикады и нападать на представителей власти. Они требовали больших прав для поляков, некоторые также протестовали против русификации. Забастовку поддержали польские социалистические движения, а национал-демократы наоборот, помогали властям бороться с демонстрациями.
Восстание было подавлено 25 июня, погибли и получили ранения сотни человек. Согласно официальным данным, в боях погибло 151 человек (55 поляков, 79 евреев и 17 немцев) и ранено 150 человек; неофициальные данные говорят о более 200 убитых и между 800 и 2 000 раненых.
Забастовка в Лодзи была ни первым, и не последним актом протеста в ходе революции в Царстве Польском. Акции протеста проходили на контролируемых Россией польских землях ещё на протяжении всего года, но это восстание было одним из самых драматичных из них.

## Революционные выступления в 1906—1907 годах
В то время как большинство беспорядков произошло в 1905 году, в 1906—1907 годах рабочие беспорядки, демонстрации и случайные вооруженные столкновения продолжались в Польше. Забастовки в Лодзи продолжались до середины 1906 года, когда только крупное российское военное присутствие и массовые увольнения бастующих рабочих с фабрик умиротворили город. Беспорядки в Польше заставили русских держать там армию в 250 000—300 000 солдат — армию, даже большую, чем та, которая сражалась с японцами на востоке.
Боевая организация Пилсудского, созданная в 1904 году и способствующая эскалации боевых действий, активизировалась в течение следующих нескольких лет, начав кампанию убийств и грабежей в основном с 1906 года. Крупнейшей акцией Боевой организации польских социалистов стала Кровавая среда 15 августа 1906 года. В этот день в 19 городах Царства Польского был проведён одновременный террористический акт, направленный на представителей российской власти, в основном на полицейских, жандармов и агентов Охранки. В частности группа под руководством Генрика Барона напала в Варшаве на полицейские участки и вступила в открытый бой с казаками. Сообщалось, что в Варшаве в этот день пострадало около 100 человек гражданского населения, 50 полицейских и было убито около 200 российских военнослужащих. В ответ на Кровавую среду российское правительство провело массовый арест и начало преследование польских политических активистов. Российские военные силы провели ряд разгромов в рабочих районах Варшавы, Лодзи и в других крупных польских городах.

## Итоги
Несмотря на поражение революции, поляки смогли добиться определённых результатов. Одним из следствий была эволюция политических партий Польши и политической мысли. Национальное сознание поднялось среди польских крестьян. Несмотря на неудачу самых радикальных концепций, российское правительство уступило некоторым из требований, как в социальной, так и в политической сфере, в частности, русификация была частично отменена в области образования.

## Комментарии
1. ↑  более подробно см. статью В. И. Ленина «Аграрная программа социал-демократии в первой русской революции 1905—1907 годов»